# 宮崎神社 (東広島市)
宮崎神社（みやざきじんじゃ）は、広島県東広島市にある神社である。

## 祭神
主祭神は、帯中津日子命、品陀和気命、息長帯比売命。
相殿神は、弥都波売神、大穴牟遅神、天照大御神、菅原道真公、中筒之男命、市寸島比売命、伊邪那岐命、須左之男命

## 由緒
創建年代は不詳だが、1571年(元亀2年)に、藤原朝臣児玉備前守元家と同大和守宗有が大檀那となり、社殿を再建立した棟札が残されている。その後、1672年（寛文12年）及び1689年（元禄2年）に社殿を再建した。
「竹仁村郷土誌」によると、宮崎神社は、元々は宮崎大輔という人物の鎮守神で、境内にある若宮という祠の御神体には「大丈大輔家正　延徳二年庚戌三月二六日」(延徳二年は1490年)とかかれてあったという。
1910年（明治43年）7月、村内に鎮座していた八和田八幡宮、八坂神社、天満宮、住吉神社、厳島神社、素鵞神社、伊勢神社、熊野神社の八末社が合祀された。